# 音樂情人
《音樂情人》是香港電台製作的一個音樂節目，逢星期一至五香港時間晚上9時至10時於香港電台第一（至2019年3月29日）／香港電台第二（2019年4月1日起）現場廣播。
這個節目以播放七、八、九十年代的粵語流行曲為主，亦偶會播出謝霆鋒、藍心湄等比較近期歌手的歌曲。每晚節目開始時，主持鄭子誠會在配樂下讀出數分鐘的開場白，每晚內容不同，圍繞心靈發展、待人接物和處事的態度，打進聽眾內心的深心處，能鼓勵人心，亦能讓聽眾反思己行。在每逢星期五晚的節目裡，其主持會與聽眾一起回顧昔日香港電台的中文歌曲龍虎榜，播出當年今日首十位的粵語歌曲。但如有歌手於某一個星期五、六或日生日，該星期五將暫停重溫昔日的中文歌曲龍虎榜，轉而播出該歌手的作品，為其慶祝或預祝生日。如有歌手在星期一至四生日，當日節目亦會以播出該歌手的歌曲為主。
該節目由2001年10月8日開始播出，第一代的「音樂情人」是陳永業，2003年1月20日起由第二代的「音樂情人」馮偉棠接手，2005年4月4日起，由電台兼電視藝員鄭子誠主持至今。該節目的監製是王雅文。有時鄭子誠因為拍電視劇或其他原因未能主持該節目，則會由妻子劉倩怡或香港電台其他主持人代為主持。
隨著香港電台中文台改革，節目於2019年4月1日起調往香港電台第二台廣播，播出時間不變，故此節目於2019年3月29日最後一日在第一台廣播。調往第二台後，除了節目開首的主題音樂有所更新外，其餘內容均與在一台廣播時的一樣。
現時每晚節目的開場聲帶大致如下：
|  | 有時候，太多嘅說話，擠壓咗聆聽嘅空間；有時候，太多嘅動作，會令你失去咗安靜嘅能力。喺日間，你穿越過重重嘅人群，接收四方八面嘅聲音；嚟到夜晚，唔好再執著過去嘅遺憾，亦唔好預支未來嘅憂愁。讓音符代替動作，讓歌詞代替說話。我係鄭子誠，又或者你可以叫我做，音樂情人。 |

《音樂情人》是香港電台節目中其中一個最受歡迎的電台節目之一，多年來皆能入選香港十大最受歡迎電台節目之一。

## 外部連結
- 香港電台第一《音樂情人》節目 （页面存档备份，存于）
- 香港電台第二《音樂情人》節目 （页面存档备份，存于）